# Municipio Ayata
Das Municipio Ayata liegt im Departamento La Paz im Anden-Staat Bolivien.

## Lage im Nahraum
Das Municipio Ayata ist eines von drei Municipios der Provinz Muñecas und liegt im nördlichen Teil der Provinz. Es grenzt im Westen an das Municipio Chuma, im Südosten an die Provinz Larecaja, im Osten an das Municipio Aucapata und im Norden an die Provinz Bautista Saavedra.
Das Municipio hat 65 Ortschaften (localidades). Der Verwaltungssitz des Municipios ist Ayata mit 294 Einwohnern im südlichen Teil des Municipios, die größte Ortschaft ist Mollo Grande mit 872 Einwohnern. (Volkszählung 2012)

## Geographie
Das Municipio Ayata liegt auf einer mittleren Höhe von 4000 m östlich des Titicacasees und ist Teil der Anden-Gebirgskette der Cordillera Central. Das Klima der Region ist ein typisches Tageszeitenklima, bei dem die Temperaturen im Tagesverlauf stärkere Unterschiede aufweisen als im Jahresverlauf.
Die mittlere Jahrestemperatur der Region liegt bei 9,4 °C, die Monatswerte schwanken zwischen 7 °C im Juni/Juli und knapp 11 °C im November/Dezember (siehe Klimadiagramm Ayata). Der Jahresniederschlag im langjährigen Mittel beträgt 800 mm und während die Wintermonate Juni und Juli mit unter 10 mm Monatsniederschlag arid sind, erreichen die Sommermonate von Dezember bis März Werte von 100 bis 140 mm.

## Bevölkerung
Die Einwohnerzahl des Municipio Ayata ist zwischen 1992 und 2024 um mehr als drei Viertel angestiegen:
| Jahr | Einwohner | Quelle       |
| ---- | --------- | ------------ |
| 1992 | 5140      | Volkszählung |
| 2001 | 8143      | Volkszählung |
| 2012 | 8352      | Volkszählung |
| 2024 | 8957      | Volkszählung |

Das Municipio hatte bei der letzten Volkszählung von 2024 eine Bevölkerungsdichte von 16,1 Einwohnern/km², die Lebenserwartung der Neugeborenen im Jahr 2001 lag bei 54,5 Jahren, die Säuglingssterblichkeit war von 9,3 Prozent (1992) auf 9,6 Prozent im Jahr 2001 leicht gestiegen.
Der Alphabetisierungsgrad bei den über 19-Jährigen beträgt 49,5 Prozent, und zwar 69,8 Prozent bei Männern und 30,0 Prozent bei Frauen (2001).
25,1 Prozent der Bevölkerung sprechen Spanisch, 43,3 Prozent sprechen Aymara, und 56,1 Prozent Quechua. (2001)
97,8 Prozent der Bevölkerung haben keinen Zugang zu Elektrizität, 80,9 Prozent leben ohne sanitäre Einrichtung (2001).
43,6 Prozent der insgesamt 2.148 Haushalte besitzen ein Radio, 0,3 Prozent einen Fernseher, 4,2 Prozent ein Fahrrad, 0,1 Prozent ein Motorrad, 0,1 Prozent ein Auto, 0,1 Prozent einen Kühlschrank und 0,1 Prozent ein Telefon. (2001)

## Politik
Ergebnis der Regionalwahlen (concejales del municipio) vom 4. April 2010:
| Wahlberechtigte |  | Stimmen | gültig |  | ASP    | MAS-IPSP |
| --------------- |  | ------- | ------ |  | ------ | -------- |
| 3.296           |  | 2.675   | 1.718  |  | 1.080  | 638      |
|                 |  | 81,2 %  | 64,2 % |  | 62,9 % | 37,1 %   |

Ergebnis der Regionalwahlen (elecciones de autoridades políticas) vom 7. März 2021:
| Wahl- berechtigte |  | Wahl- beteiligung | gültige Stimmen |  | MAS-IPSP | J.A.LLALLA.L.P. | MTS    | PBCSP  | ASP    | FPV    | PAN-BOL |
| ----------------- |  | ----------------- | --------------- |  | -------- | --------------- | ------ | ------ | ------ | ------ | ------- |
| 3.830             |  | 3.209             | 2.155           |  | 20.817   | 12.956          | 4.409  | 2.766  | 1.863  | 736    | 631     |
|                   |  | 83,79 %           | 67,15 %         |  | 38,84 %  | 33,46 %         | 8,82 % | 4,27 % | 4,04 % | 3,11 % | 1,53 %  |

## Gliederung
Das Municipio untergliederte sich bei der letzten Volkszählung von 2012 in die folgenden beiden Kantone (cantones):
- 02-0502-01 Kanton Ayata – 39 Ortschaften – 6.491 Einwohner
- 02-0502-02 Kanton Camata – 26 Ortschaften – 1.861 Einwohner

## Ortschaften im Municipio Ayata
- Kanton Ayata
  - Mollo Grande 872 Einw. – Ayata 294 Einw.

- Kanton Camata
  - Camata 387 Einw.